# Zamek w Rakanciszkach
Zamek w Rakanciszkach (Rekanciszkach) – zbudowany w XII wieku, obecnie znajduje się w parku regionalnym w dzielnicy Wilna Nowa Wilejka.
Przypuszcza się, że zamek w Rakanciszkach jest jednym z najstarszych na Litwie. Z kronik i legend wiadomo, że został zbudowany w XII wieku przez księcia Holszę.

## Historia
W 1390 roku Krzyżacy wraz z zachodnim rycerstwem oblegali Wilno, a jeden z oddziałów Zakonu opanował nad Wilenką zamek myśliwski w Rakanciszkach, który wówczas był drewniany. Murowany zamek wzniesiono dopiero na przełomie XV i XVI wieku.
W 1530 roku ostatni potomek książąt holszańskich, biskup wileński Paweł Algimunt Holszański zapisał zamek królowej Bonie. Do 1542 roku zamek należał również do Olbrachta Gasztołda i jego syna Stanisława Gasztołda, następnie przeszedł w ręce króla Zygmunta Augusta, a później stał się własnością Paców.
Za czasów Olbrachta Gasztołda sprowadzono do Rakanciszek (dokładniej do obecnej wsi Strielčiukai) strzelców z włości miednickiej. Byli to Hryc Zusin i brat Marcinowy Piotr z dziećmi, nowo osiedleni nazwali się Gudokty lub Gudajtie. Byli poddanymi potomków Tatara księcia Baraszy Baranowskiego, któremu Aleksander Jagiellończyk nadał wsie Jankowszczyzna i Nielidowszczyzna z pustoszami we włości miednickiej. Synowie Baraszy książę Afendiej i książę Chałkendiej, upominając się o zbiegłych poddanych wnieśli skargę do króla Zygmunta I Starego, który w sprawie „strelników” wystosował listy: jeden z Krakowa, dnia 12 kwietnia 1527 roku do Olbrachta Gasztołda i drugi z Brześcia, dnia 2 października 1544 roku do jego żony Zofii księżnej Wierejskiej, która otrzymała przywilej dożywotniego posiadania dóbr Gasztołdów. W 1610 roku o tychże poddanych upomniał się jeszcze wnuk Baraszy książę Ahmed. Prosił o przywilej nadawczy króla Zygmunta III Wazę, który potwierdziłby nadania króla Aleksandra Jagiellończyka.
W 1636 roku Stefan Pac przyjął króla Władysława IV Wazę w swej ozdobnej rezydencji na zamku w Rakanciszkach. W czasie wojny z Moskwą, w dniu 7 sierpnia 1655 roku zamek został spalony podczas przemarszu wojsk moskiewskich przez Wielkie Księstwo Litewskie. Po zajęciu Wilna teren zamku został doszczętnie zniszczony i od tamtej pory zarastał lasem.

## Badania
W 1940 roku ruiny badali Włodzimierz Hołubowicz i jego żona Helena, a następnie Albinas Kuncevičius w 1995 roku i Aušra Zalepūgienė w latach 2008–2010. Przeszukano łączną powierzchnię wynoszącą 1275 metrów kwadratowych, wydobyto pozostałości warownego murowanego dworu: ściany o grubości 2 m, budynek pałacowy o wymiarach 36.5 × 15.6 m (do 4.5 m wysokości), prostokątną wieżę w północnym narożniku o wymiarach 6.6 × 5 m, mur o długości 24 m i grubości 0.8 m z fragmentami murów dawnych budynków. W trakcie badań wykryto warstwę ruin z żelaznymi detalami konstrukcyjnymi, kaflami i fragmentami ceramiki.

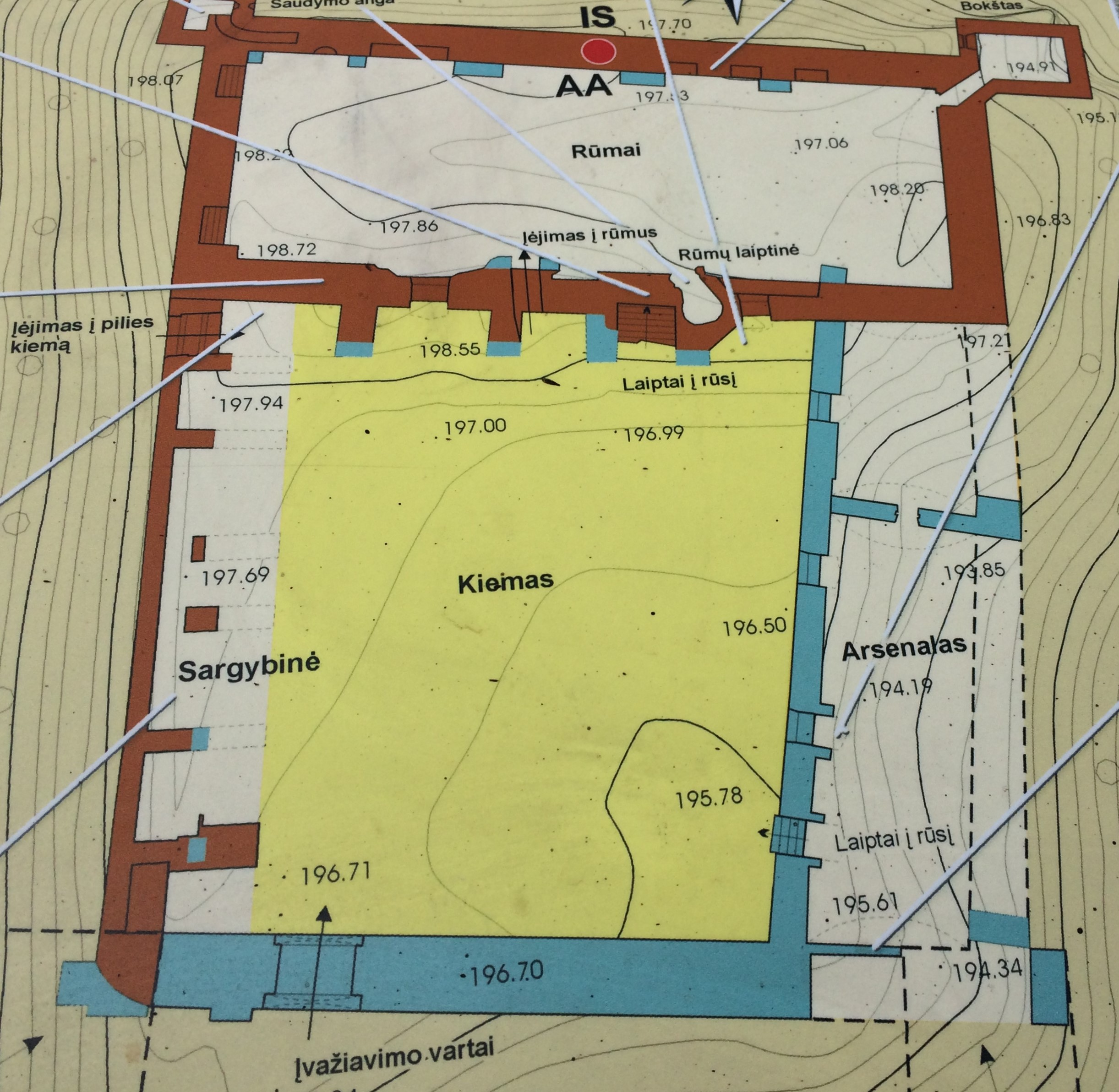
Plan założenia
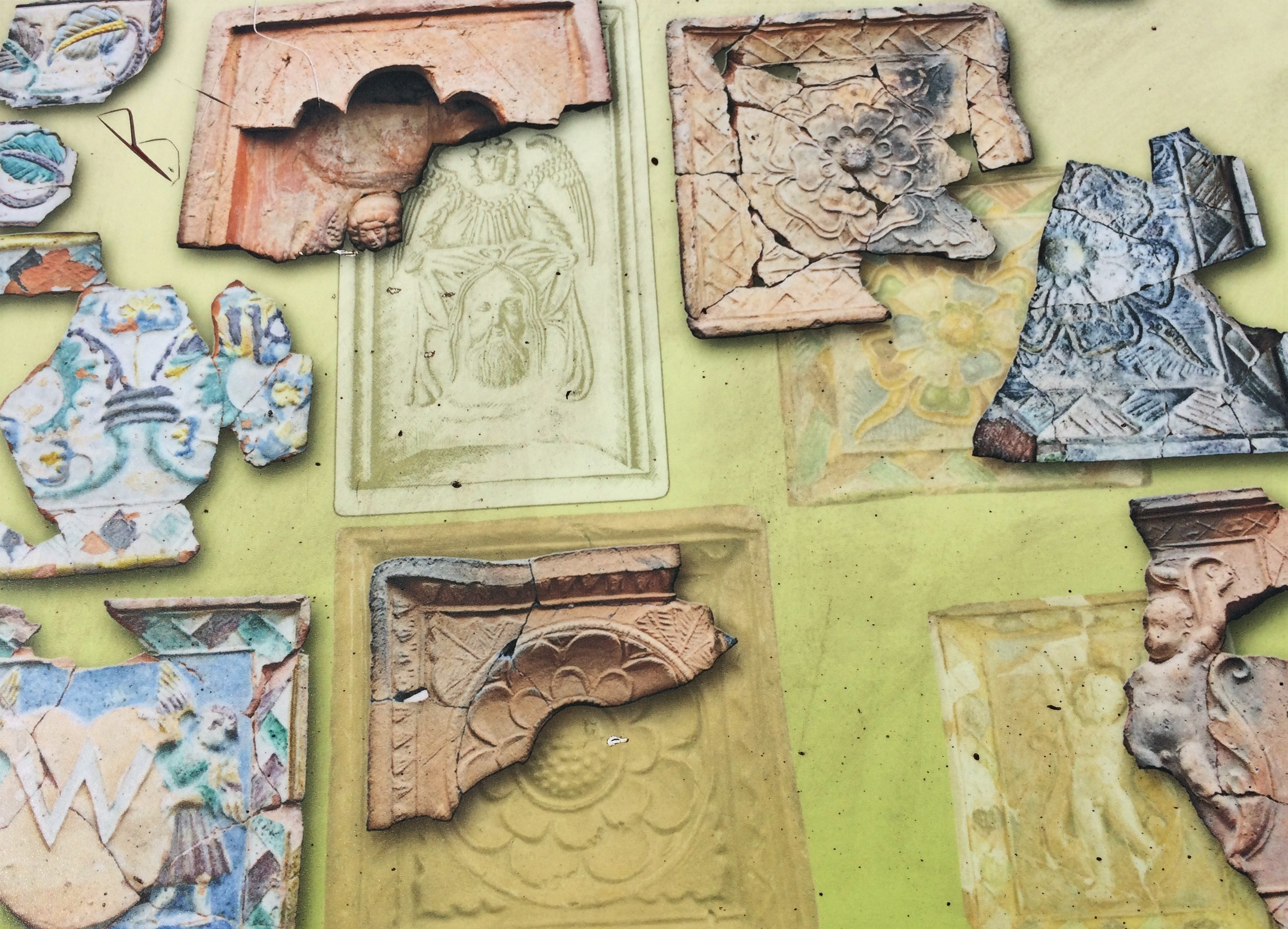
Kafle znalezione w ruinach
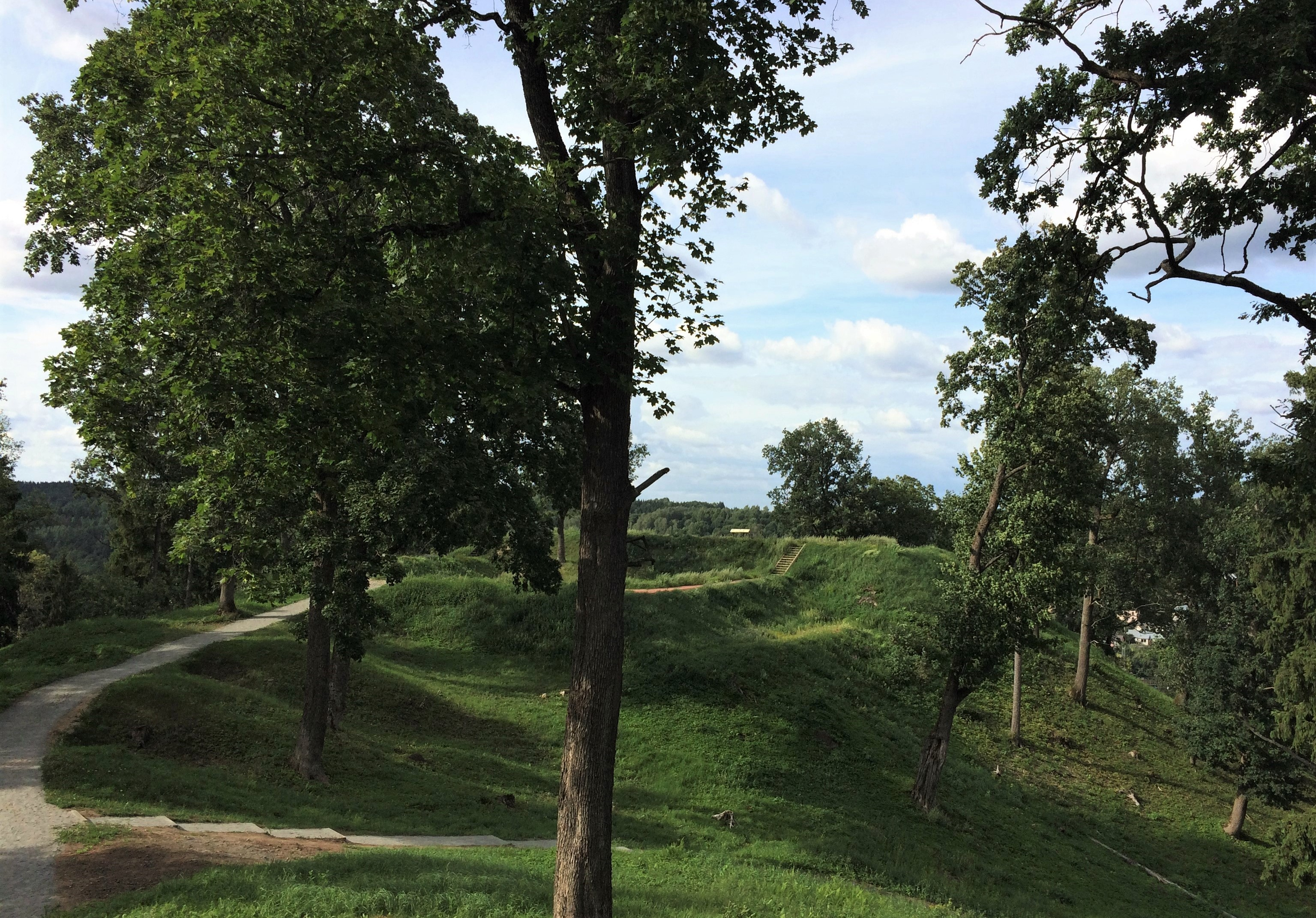
Wzgórze zamkowe